# JUS
JUS je bila oznaka za jugoslovenski univerzalni standard. 
Važeći srpski standardi (standardi koji važe u Republici Srbiji), pa i oni koji su nekada nosili oznaku JUS, imaju se označavati novom oznakom srpskih standarda: SRPS.
Npr. Nekadašnji JUS B.H2.134 (iz 1962. godine), danas bi trebalo nazivati (i označavati) SRPS B.H2.134. 